# ألي إيوانيدس
ألي إيوانيدس (بالإنجليزية: Ally Ioannides)‏ هي ممثلة أمريكية ولدت في 12 يناير 1998.

## وصلات خارجية
- ألي إيوانيدس على موقع IMDb (الإنجليزية)
- ألي إيوانيدس على موقع ألو سيني (الفرنسية)
- ألي إيوانيدس على موقع قاعدة بيانات الفيلم (الإنجليزية)
- ألي إيوانيدس على موقع كينوبويسك (الروسية)

لم يتم العثور على روابط لمواقع التواصل الاجتماعي.